# Angelot (fromage)
Pour les articles homonymes, voir Angelot.
 (mai 2024).
Si vous disposez d'ouvrages ou d'articles de référence ou si vous connaissez des sites web de qualité traitant du thème abordé ici, merci de compléter l'article en donnant les références utiles à sa vérifiabilité et en les liant à la section « Notes et références ».
Angelot ou augelot est l'appellation d'origine de fromages du XIIIe siècle fabriqués au pays d'Auge (ancienne Normandie) ancêtres de fromages de la région Normandie tels que le Livarot, le Pont-l'évêque et le Neufchâtel.
Guillaume de Lorris le mentionne dans le Roman de la Rose (1237).
L’angelot tirerait son nom de son lieu de fabrication, le pays d'Auge.